# 豐邑機構
豐邑集團，是台灣建築營造業及投資管理的企業機構。主要產品為土地開發、住宅建築及不動產管理。

## 概要
豐邑機構的前身為豪隆建設，其台中建案「東勢王朝」在921大地震時因偷工減料全倒，造成28人罹難。
豐邑機構於1995年成立於台中，後至竹北發展。2010年投資興建新竹豐邑喜來登大飯店；隨後更併購台中逢甲商旅。2020年與萬豪國際集團結盟推出台中豐邑MOXY酒店。竹北FUNLIFE豐生活購物中心興建中。

## 知名建案

### 新竹
- 豐邑雲智匯

### 台中
- 豐邑市政都心廣場
- 豐邑A8市政核心

## 工安事件
- 2015年，竹北建案「浩瀚一品」在開挖地下室時未按圖施工，而且在未向建管科申請的情況下，私自更改支撐工法，[5]因而發生半個球場大的塌陷。[2]
- 自2022年4月3日起，竹北建案「豐采520」及周遭道路塌陷8次。[2]
- 2024年5月，新竹市建案「晴空匯」發生火警，新竹市政府進行消防安檢後發現，該建案有電線過於密集、一般電源與緊急電源線路設置在同一管道間、管道間防火填塞未確實、地下室防火門未依規定規格設置等缺失。[2]

## 司法案件
竹北建案「豐采520」因偷工減料導致天坑事件，豐邑機構涉施壓技術人員及違規施工，新竹地檢署在2024年7月將豐邑相關6人依行使業務登載不實文書等罪嫌起訴。而新竹縣長楊文科等12名公務員涉背棄職責圖利護航豐邑，被依貪污罪嫌起訴。

## 外部連結
- 官方網站 （页面存档备份，存于）